# Pelaje sooty

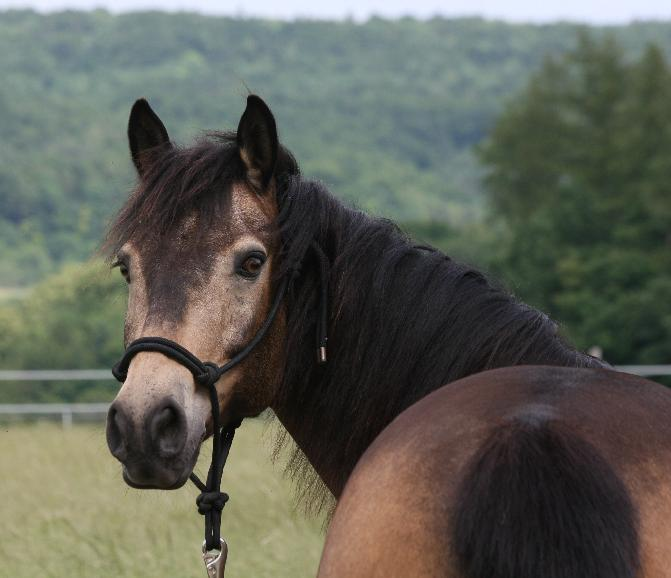
Caballo sooty bayo-un, que muestra una máscara oscura y concentración de pelos oscuros en el dorso

Los pelajes conocidos en inglés como sooty (sooty o máscara) tienen pelos negros u oscuros mezclados con los pelos más claros de la capa de base.
Se supone que el modificador "sooty" se puede heredar aunque no se conocen bien los detalles de actuación de este supuesto enero

## Características generales de los pelajes sutjosos
El modificador sooty sigue un patrón característico. Sobre un pelaje de base relativamente claro hace aparecer pelos negros u oscuros mezclados con los pelos de base.
A menudo los pelos oscuros se concentran en la zona dorsal, quedando la parte ventral más clara por contraste. También es frecuente la presencia de una raya oscura dorsal (falsa raya negra dorsal) imitando la raya negra de mula de los pelajes de un.
En los casos más pronunciados los pelos oscuros de la cabeza se concentran en las partes menos carnosas, formando una especie de máscara.
El modificador sooty es responsable de muchos pelajes "oscuros": castaño oscuro (en algunos casos castaño sooty), palomino sooty y bayo-crema sooty.
Sobre los pelajes negro, moreno y similares (negro-ahumado, pardo-ahumado) los pelos oscuros "añadidos" no se pueden apreciar por coincidir con los del pelaje de base.

## Aspectos genéticos
Originalmente se pensaba que había un gen "Sooty" que provocaba las tonalidades más oscuras del alazán ("Liver Chestnut"). No se sabe sin embargo, que el modificador "Sooty" se manifieste en forma de un oscurecimiento uniforme de los pelajes afectados.
De acuerdo con estudios realizados con ratones parece que la causa de los pelajes sutjosos en los caballos podría ser poligénica. Esto es: resultado de la acción combinada de dos o más genes.

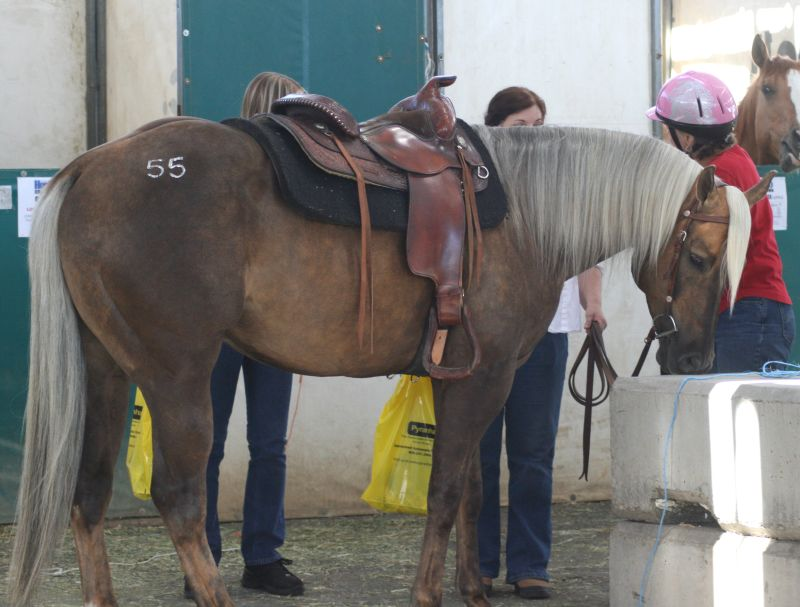
Caballo palomino "máscara" o "sooty". He aquí algunos crines oscuras en la cola.